# Paul Brancart
Pour les articles homonymes, voir Brancart.
Paul Brancart, né à La Louvière le 24 avril 1921, tué au Rœulx le 1er septembre 1944, est une personnalité de la Résistance belge et un militant wallon.

## Biographie
Étudiant en droit à l'Université catholique de Louvain membre de la Fédération wallonne des étudiants de Louvain et rédacteur à son journal L'Ergot, il participa ensuite dans les derniers mois de l'Occupation à plus de 700 missions armées. Il est également cité dans la revue Chantecler (no 1 et no 6 de 1946), qui, de 1946 à 1948, succéda à L'Ergot comme organe de la Fédération wallonne de l'Université de Louvain : on trouve dans ses pages les noms de gens comme François Persoons ou Étienne Hector.

Le Livre d'or de la résistance belge, qui réunit les travaux d'une Commission créée par le Ministre de la Défense nationale a recensé tous les résistants morts au combat ou dans les camps de concentration nazis, soit plusieurs milliers. Il consacre une notice à quelques dizaines d'entre eux dont Paul Brancart :
«  Tombé le 1er septembre 1944. Grand animateur de résistance par l'esprit et par les armes, cet étudiant se trouvait, en tant que chef d'un groupe de onze hommes en gare du Rœulx. La rapidité de la retraite allemande fut telle qu'en très peu de temps, il se trouva écrasé par le nombre et l'armement de l'adversaire. Obligea ses compagnons à décrocher, sans bruit, dans une direction précise, tandis qu'il continuait à tirer dans une autre direction ; tous furent sauvés, hormis lui-même. Sa devise était Vaincre, il ne fut battu qu'au 700e coup de main. »

## Reconnaissances
- Une stèle commémorative a été inaugurée à l'endroit de sa mort dans le Bois de la Haie au Roeulx.
- Enfant de La Louvière dont la localité du Rœulx est proche, il donne son nom à la 221e Unité des Scouts et Guides Pluralistes de La Louvière qui le porte toujours et fait figurer une notice sur les faits et gestes de cette personnalité de la Résistance[4].